# جون لوبيز
جون لوبيز (بالإسبانية: Jon Ander López Maquiera)‏ (6 سبتمبر 1976 باراكالدو إسبانيا - 6 يناير 2013 سيستاو إسبانيا) هو لاعب كرة قدم إسباني سابق كان يلعب كحارس مرمى.

## وصلات خارجية
- جون لوبيز على موقع قاعدة بيانات كرة القدم.إي يو (الإنجليزية)